# Projet Copernic
 (septembre 2012).
Si vous disposez d'ouvrages ou d'articles de référence ou si vous connaissez des sites web de qualité traitant du thème abordé ici, merci de compléter l'article en donnant les références utiles à sa vérifiabilité et en les liant à la section « Notes et références ».
Pour les articles homonymes, voir Copernic (homonymie).
Le Projet Copernic est un projet de modernisation du système d'information de l'administration fiscale française.

## Description
Composé de 70 parties et étalé sur 10 ans (2001-2009), le projet emploie 600 personnes et un budget de près d'un milliard d'euros
Le projet repose entièrement sur la plate-forme Java 2 Enterprise Edition ainsi que sur l'architecture orientée services. Il utilise des outils open source.